# Conseil régional (Burkina Faso)
Pour les articles homonymes, voir Conseil régional.
Les conseils régionaux sont des assemblées délibérantes (et l'une des deux formes d'administration territoriale décentralisée du Burkina Faso) pour administrer et gérer les régions.

## Organisation et compétences
Les 13 conseils régionaux agissent dans les domaines de compétence locale qui leur sont délégués par les lois nationales de décentralisation (dont celles relatives à la régionalisation elle-même). Les conseils régionaux jouissent d'une identité propre en tant que personne morale, ainsi que d'une autonomie fiscale (même si l'État abonde également à une partie de leur budget) et législative (dans les domaines de compétence qui leur sont conférés par la loi) :
- Ces conseils agissent indépendamment de la gestion déconcentrée par l'État burkinabè, qui désigne en Conseil des ministres un gouverneur dans chaque région pour y gérer localement ce qui relève du seul droit national, contrôler l'activité des conseils régionaux ou des communes, y organiser localement les autres aspects de l'administration publique nationale (en coordonnant et supervisant l'administration locale par les hauts-commissaires dans chaque province provinces et les préfets dans chacun département, également nommés par l'État).
- Ces conseils régionaux sont également indépendants des 351 conseils municipaux des communes (qui constituent le second niveau d'administration territoriale décentralisée, indépendamment de l'administration déconcentrée coordonnée par le préfet nommé pour leur département et de l'administration des autres services de l'Etat coordonnés par le haut-commissaire nommé pour leur province ou le gouverneur nommé pour leur région).

Ils sont composés de conseillers élus lors des élections locales, chaque commune (formée au sein de leur département) ayant un nombre déterminé de représentants au sein du conseil régional (au moins un représentant pour chacune, le plus souvent deux et parfois trois, selon leur population résidente légale en vigueur en fin d'année qui précéde les élections locales).
Les élections aux conseils régionaux sont organisées et supervisées par la Commission électorale nationale indépendante (CENI).

## Liste des conseils régionaux
| Conseil régional  | Ville siège    | Communes représentées | Conseillers régionaux | Président actuel         | Parti politique | Depuis le | Lien externe |
| ----------------- | -------------- | --------------------- | --------------------- | ------------------------ | --------------- | --------- | ------------ |
| Boucle du Mouhoun | Dédougou       | 47                    | 89                    |                          |                 |           |              |
| Cascades          | Banfora        | 17                    | 33                    | N'Golo                   | MPP             |           |              |
| Kadiogo           | Ouagadougou    | 7                     | 14                    |                          |                 |           |              |
| Centre-Est        | Tenkodogo      | 30                    | 59                    |                          |                 |           |              |
| Centre-Nord       | Kaya           | 28                    | 55                    |                          |                 |           |              |
| Centre-Ouest      | Koudougou      | 39                    | 75                    |                          |                 |           |              |
| Centre-Sud        | Manga          | 19                    | 38                    |                          |                 |           |              |
| Est               | Fada N’Gourma  | 27                    | 54                    |                          |                 |           |              |
| Hauts-Bassins     | Bobo-Dioulasso | 33                    | 62                    | Célestin Koussoubé       | MPP             |           |              |
| Nord              | Ouahigouya     | 31                    | 59                    |                          |                 |           |              |
| Plateau-Central   | Ziniaré        | 23                    | 40                    | Fatimata Bénon/Yatasaaye |                 |           |              |
| Sahel             | Dori           | 26                    | 51                    |                          |                 |           |              |
| Sud-Ouest         | Gaoua          | 28                    | 56                    |                          |                 |           |              |